# Baralku
Az ausztrál őslakos jolngu nép kultúrájában Baralku (vagy Bralgu) a holtak szigete, valamint az a hely, ahonnan a Djanggawul nővérek származnak. Az őslakosok hite szerint az ausztráliai Északi Területhez tartozó Arnhem-földtől keletre fekszik, és innen érkezett a Vénusz bolygóval azonosított teremtő szellem, Barnumbirr, amikor végigvezette a Djanggawul nővéreket a szárazföldön. Barnumbirr szintén e szigeten él, és az égbolton Vénuszként jelenik meg.

## Fordítás
- Ez a szócikk részben vagy egészben  a   Baralku című angol Wikipédia-szócikk ezen változatának fordításán alapul.  Az eredeti cikk szerkesztőit annak laptörténete sorolja fel. Ez a jelzés csupán a megfogalmazás eredetét és a szerzői jogokat jelzi, nem szolgál a cikkben szereplő információk forrásmegjelöléseként.